# Abborrtjärnen (Ljusnarsbergs socken, Västmanland, 664326-145051)
Abborrtjärnen är en sjö i Ljusnarsbergs kommun i Västmanland och ingår i Norrströms huvudavrinningsområde.